# Módem nulo

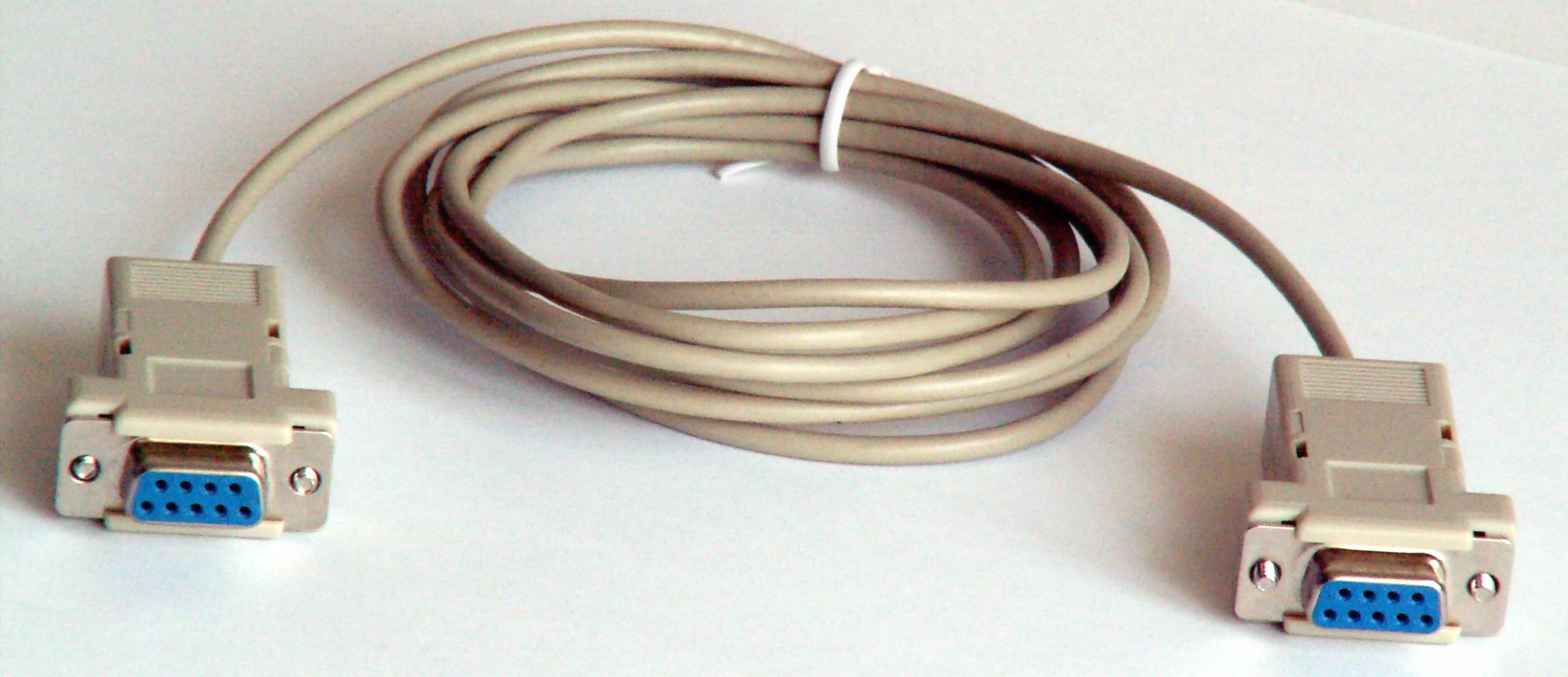
Cable módem nulo.

El módem nulo (null modem) es un método para conectar dos terminales usando un cable serie RS-232. 
En la confección del módem nulo las líneas de transmisión y recepción están cruzadas. Existe más de una forma de realizar una conexión módem nulo ya que no hay ningún estándar que defina esta conexión.
Estos cables son comúnmente usados para la transferencia de archivos. En el sistema operativo Microsoft Windows la conexión directa por cable se puede realizar con un cable módem nulo. Las últimas versiones de MS-DOS traían el programa Interlink. El mismo permitía trabajar con el disco duro de la computadora remota como un disco de red. Hay que aclarar que no se necesitaba ningún hardware adicional como una placa de red, la conexión se podía realizar fácilmente con un cable módem nulo.